# Абу Авана аль-Исфараини
Абу́ Ава́на Яку́б ибн Исха́к аль-Исфараи́ни (араб. أبو عوانة يعقوب بن إسحاق الإسفراييني‎, ум. в 928 году) — авторитетный хадисовед и хафиз.

## Биография
Абу Авана родился в Нишапуре, путешествовал по Хорасану, Ираку, Хиджазу, Йемену, Шаму (Левант), Аравийскому полуострову, Фарсу (Персия), Исфахану и Египту занимаясь собирательством и изучением хадисов. Учениками Абу Аваны аль-Исфараини были Абу Али ан-Найсабури, Абу Ахмад ибн Ади и ат-Табарани. Он был первым, кто распространил шафиитский мазхаб в Исфараине (Эсферайен, совр. Иран), переняв его от аль-Музани и ар-Раби ибн Сулеймана (ученики имама аш-Шафии). Является автором сборника хадисов «Муснад Абу Аваны».
По словам сына его сестры, Абу Нуайма Абд аль-Малика ибн аль-Хасана аль-Исфараини, Абу Авана скончался в месяце зуль-хиджа 316 года по хиджре (928 год).